# Clã Kamiizumi
O clã Kamiizumi foi um clã do Japão oriundo da província de Kai durante o Período Sengoku no século XVI. O clã Kamiizumi serviu lealmente aos Uesugi durante todo o período.
Um membro muito famoso do clã foi Kamiizumi Nobutsuna. Nobutsuna, também conhecido como Hidetsuna, poderia ser tecnicamente considerado o criador do estilo de luta Yagyū Shinkage ryū. Isso pelo  fato de que Yagyū Muneyoshi (pai do famoso Yagyū Munenori) foi aluno de Hidetsuna. Por meio do estilo de esgrima que Hidetsuna passou para Muneyoshi, este desenvolveu o Shinkage-Ryū.